# Joseph Beerli
Joseph Beerli (22 dicembre 1901 – 4 settembre 1967) è stato un bobbista svizzero.

## Biografia
Ai IV Giochi olimpici invernali (edizione disputatasi nel 1936 a Garmisch-Partenkirchen, Germania) vinse la medaglia d'oro nel Bob a 4 con i connazionali Arnold Gartmann, Pierre Musy e Charles Bouvier partecipando per la Svizzera II superando la nazionale svizzera I (medaglia d'argento) e britannica (bronzo).
Il tempo totalizzato fu di 5:19,85, circa tre secondi in meno dei connazionali con 5:22,73, e poco più rispetto ai britannici con 5:23,41. La medaglia d'argento la conquistò nella stessa edizione delle olimpiadi nel bob a due con Fritz Feierabend.
Con gli stessi compagni vinse anche una medaglia d'argento ai campionati mondiali del 1935 nel bob a quattro con Arnold Gartmann, Pierre Musy e Charles Bouvier.
Oltre all'argento e un ulteriore bronzo vinto nel bob a due nel 1938, ai campionati mondiali vinse una medaglia d'oro:
- 1939, con Fritz Feierabend, Heinz Cattani e Alphonse Hörning,